# 백광현
백광현(白光炫: 1625년 4월 6일 ~1697년 3월 1일(음력 2월 9일))은 조선 후기의 침의(鍼醫)이다. 본관은 임천이며 자는 미숙(微叔)이다.

## 생애
젊은 시절에 말에서 떨어져 다친 다음부터 침술에 뜻을 두기 시작했다.
1663년(현종 4년) 이경석의 천거로 내의원에 들어왔다.
1670년(현종 11년)에 왕의 병이 회복된 것을 기념해 내의원 의관들에게 가자(加資)되었는데, 그 이름 중에 백광현이 보인다.
1684년(숙종 10년)에 왕은 그를 강령 현감(康翎縣監)에 임명했다가 이어 포천 현감(抱川縣監)으로 바꾸어 임명했다. 사헌부와 사간원에서 그를 탄핵했지만 숙종은 윤허하지 않았다. 이후에 금천 현감(衿川 縣監)을 지냈다.
1693년(숙종 19년)에는 지중추부사가 되었으며, 또한 가자되었다.
1695년(숙종 21년) 숙종은 백광현을 각병(脚病)을 앓는 영돈녕부사 윤지완(尹趾完)에게 보내는데, 《실록》에는 “백광현은 종기를 잘 치료해 많은 기효(奇效: 뛰어난 효험)가 있으니, 세상에서 신의(神醫)라 일컬었다.”라고 쓰여있다.
최종 관직은 숭록대부 지중추부사(崇祿大夫 知中樞府事)이다.
1697년(숙종 23년) 음력 2월 9일, 송현(松峴)에서 73세의 나이로 세상을 떴다.

## 가족 관계[11]
- 고조할아버지: 백기종(白起宗, 1480. 8. 22 ~ 1561. 6. 25)
- 증조할아버지: 백서룡 - 광흥창 주부 지냄, 판결사로 추증됨
  - 할아버지: 백인호 - 한성부 좌윤으로 추증됨
    - 아버지: 백철명(白哲明) - 첨지중추부사 지냄, 한성부 판윤으로 추증됨
    - 어머니: 창녕 조씨(昌寧 曺氏) - 첨지중추부사 조덕건(曺德建)의 딸
      - 형: 백광찬(白光璨, 1623. 6. 4 ~ 1697. 10. 18)
      - 본인: 백광현
      - 아내: 청주 한씨(淸州 韓氏)
        - 아들: 백흥성(白興聲)

      - 남동생: 백광순(白光珣, 1627. 4. 9 ~ 1680. 12. 4)
      - 남동생: 백광환(白光瓛, 요절)
      - 남동생: 백광원(白光瑗, 1632. 5. 11 ~ 1711. 10. 1)
      - 남동생: 백광진(白光璡, 요절)
      - 남동생: 백광선(白光瑄, 요절)
      - 남동생: 백광린(白光璘, 1647. 9. 19 ~ 1721. 8. 20)
      - 남동생: 백광근(白光瑾, 요절)
      - 누이 3명

## 백광현을 다룬 작품
- 《마의》 (MBC, 2012년~2013년, 배우:조승우, 안도규)

## 전기 자료
- 정래교, 《완암집》 권4, 백태의전
- 조현명, 《귀록집》 권14, 백 지사 묘표
- 《지사공 유사》